# 橘ゆりか
橘 ゆりか（たちばな ゆりか、1992年〈平成4年〉12月23日 - ）は、日本の女性マルチタレントであり、女性アイドルグループ・アイドリング!!!の元メンバー。滋賀県八日市市（現：東近江市）出身。エイベックス・マネジメント・エージェンシー所属。

## 略歴

### 新人時代（2006年 - 2009年）
2006年
12月、「avex audition 2006」に、後にアイドリング!!!の後輩となる石田佳蓮らと共に合格し、本名の「田中柚里佳」名義でエイベックス・エンタテインメントに所属する。
2008年
春に上京。週刊プレイボーイ 第2回「ビキニ・プリンセスを探せ!」のプリンセス候補生に選出。
7月、『駅〜オーバー・ザ・ヘヴン』で舞台初出演。
8月、配信ドラマ『Six Days』に出演。
11月、舞台『30minutes』に出演。
2009年
2月、初出演の映画『年々歳々』が公開。

### アイドリング!!!時代（2009年 - 2015年）
4月1日 、芸名を「橘ゆりか」に改名。また、アイドリング!!!に3期生（19号）として加入、4月6日放送分より『アイドリング!!!』に出演。なお、2期生のオーディションにも応募していたが、この時は書類審査の段階で落選。
11月、1stイメージビデオ『ポップコーン☆ガール』をリリース。
2010年
4月、1st写真集『橘ゆりかと申しますっ!!!』を刊行。2ndイメージビデオ『たちばなし』をリリース。
5月、初の冠番組『ゆりかるのホリデーライフ』を放送。これ以後、シリーズ化される。
8月、舞台『コカンセツ！』に出演。
10月、3rdイメージビデオ『ゆり☆かる mix』をリリース。
2011年
2月、冠番組『ちょっとたちばなしナンバリング企画!!!』を開始。
4月、4thイメージビデオ『ゆりか4GUAM』をリリース。トーク番組『PigooRadio』にレギュラー出演。
7月、配信ドラマ『鳥肌怨読棺 -第二章-』に出演。
9月、『仮面ライダーフォーゼ』でテレビドラマデビュー。
2012年
3月、Jリーグクラブ・FC東京公認のテレビ番組『FC東京VIVA Paradise』のリポーターに就任。
4月、5thイメージビデオ『YURIKA GO!!! OKINAWA!』をリリース。
7月、ショップブランド『VANQUISH VENUS』にモデル出演。
8月、出演映画『仮面ライダーフォーゼ THE MOVIE みんなで宇宙キターッ!』が公開。
11月、バラエティ番組『THEわれめDEポン』にレギュラー出演。コラボ企画『フレグランス「オム ロワイヤル」×「妄撮シリーズ」』のモデルに抜擢。
12月、TRFのトリビュート・アルバム『TRFリスペクトアイドルトリビュート!!』に、アイドリング!!!（「EZ DO DANCE」）に加えて、コラボレーションユニット・IRF (IDOL RAVE FACTORY) にも参加する（「BOY MEETS GIRL」）。
2013年
1月、バラエティDVD『橘ゆりかのホリデーライフ』と、『橘ゆりかのチャレンジライフ』（全5巻）を、同年12月まで順次リリース。
9月、6thイメージビデオ『ハタチ、はじめました。』をリリース。
10月、所属事務所の分社によりエイベックス・ヴァンガードにグループ内移籍。
2014年
3月、出演映画『隙間女 劇場版』が公開。サンワールドツアーズが企画した2014 FIFAワールドカップ最短ツアーの応援マネージャーに就任する。同事務所でアイドリング!!!の同僚・倉田瑠夏とガールズデュオユニット・Booing!!!を結成し、日本サッカー応援コンピレーションアルバム『ULTRAS 2014』に参加。
5月、7thイメージビデオ『ゆりかの旅』をリリース。
6月、アイドリング!!!の同期生である大川藍、橋本楓と共に派生ユニット「HIP♡ATTACK fromアイドリング!!!」を結成。
8月、アイランドリゾート「江の島アイランドスパ」のイメージキャラクターに選出される。
9月、サッカーOVA『ファンタジスタ ステラ』に出演。故郷・東近江市の東近江警察署一日警察署長を務め、交通安全をPRした。
10月、スポーツ情報番組『Jリーグマッチデーザップ』にレギュラー出演。
2015年 アイドリング!!!卒業
1月、トーク番組『古坂大魔王のカツアゲ!』にレギュラー出演。
2月、ヒロイン役で出演した映画『ユルネバ〜キミは一人じゃない〜』が公開。バラエティDVD『橘ゆりかのゴールデンライフ』をリリース。Booing!!!名義で、ライブイベント『コラソンフェス2015』に出演。以後、同ユニットのライブ活動を開始。
4月、エンターテインメント情報番組『ジャパカル』にレギュラー出演。
5月、サッカー情報番組『サッカーキング・ハーフタイム』にレギュラー出演。
6月、ライブイベント『コラソンフェス2015 Vol.5』に出演し、アイドリング!!!の同僚だった遠藤舞や関谷真由（2D）らと共演。
8月、Booing!!!初のワンマンライブ『オフサイド!!!』を開催。
10月、アイドリング!!!武道館公演の出演を最後に、HIP♡ATTACKの活動終了。ロックユニット・VAMPS主宰の大型ライブイベント『HALLOWEEN PARTY 2015』にBooing!!!名義でソロ出演。音楽番組『ミュージック☆エクスプレス』にレギュラー出演。
10月31日、約6年半在籍したアイドリング!!!を卒業。

### ソロ活動以降（2015年 - ）
12月、自身の生誕祭イベント『YURICAL Fes』、Booing!!!2ndワンマンライブ『オーバーラップ!!!』を開催。
2016年
3月、Booing!!!3rdワンマンライブ『ハットトリック!!!』を開催し、ライブツアーと1stシングル制作、海外野音フェス参加などを公表。
7月、第15回『アクサ ブレイブカップ ブラインドサッカー日本選手権』イベントに参加。
8月、出演映画『劇場版 仮面ライダーゴースト 100の眼魂とゴースト運命の瞬間』が公開。Booing!!!名義で大型アイドルイベント『TOKYO IDOL FESTIVAL 2016』に参加。Booing!!!の同僚・倉田瑠夏の生誕祭イベント『LUKA 20th Anniversary Festival.』に出演。
10月、8thイメージビデオ『ラストサマー』をリリース。情報トーク番組『音ボケPOPS』にレギュラー出演。バラエティ番組『いいすぽ!』にて、アイドリング!!!時代の恩師バカリズムと久々の共演。
12月、自身の生誕祭イベント『YURICAL FES 2016』を開催し、かつてのアイドリング!!!の同僚・遠藤舞、横山ルリカと共演。
2017年
4月、所属事務所の再統合によりエイベックス・マネジメントに再移籍。
5月・6月、第4回『ライブ・エンターテイメントEXPO』に参加。
7月、ガールズイベント『SUMMER GIRLS FES』に参加。
9月、音霊イベント『OTODAMA SEA STUDIO 2017』に参加。アイドリング!!!OGが集結する次世代への新番組『アイドルING!!!』に参加。
11月、eスポーツイベント『Tokyo E-sports Festival』に参加し、アイドリング!!!OG名義でライブ出演。
2018年
3月 - 12月、「SEGAフェス 2018」など、セガゲームス関連のプログラムに多数出演。
9月、故郷 滋賀県のイベント『BIWAKO LOVE CRUISING PARTY 2018』に出演。
10月、カルチャーイベント『90’s REVIVAL FASHION FES』にシリーズ参加。
12月、木村拓哉ら有名人とコラボしたPS4ゲームソフト出演作『JUDGE EYES:死神の遺言』がリリース。
2019年
同年度もセガゲームス関連のプログラムに多数出演し、特に『ぷよぷよ』シリーズのeスポーツ化を支援。
7月、東京ガールズコレクション・イベント「TGC teen 2019 Summer」に参加しMCを担当。
8月、『TOKYO IDOL FESTIVAL』の10周年企画としてアイドリング!!!が4年ぶり1日限りの復活を果たし、3年ぶりに参加。
10月、eスポーツのMCとして第74回国体（茨城）に初参加。ラグーナテンボス主催「ラグーナミュージックフェス 2019」に参加しMCを担当。
11月、新教育総合研究会「個別指導キャンパス」のイメージモデルに内定し、連動番組（『コベキャンTV』、『いい福みつけ旅』など）に出演開始。
2020年
同年度も、セガゲームス『ぷよぷよ』eスポーツMCを担当。
1月 - 2月、レギュラーラジオおよびテレビ番組『イイネ！』の放送開始。
8月・11月、東京ガールズコレクション・teenイベントにてMCを担当。
10月、古巣アイドリング!!!最後の同窓会番組『バカリズム特番』に参加。
2021年
5月、テレビ番組『クイズ！G1グランプリ！』に出演を開始。
9月、9年半レギュラー出演した『FC東京VIVA Paradise』が終了し、翌10月より後続番組『頂-ITADAKI-アスリート 東京』のMCに就任。
2023年
4月、ラジオ番組『にっぽん全国ひろし旅』に出演を開始。
9月、FC東京のイベント「東京ドロンパ BIRTHDAY PARTY」に、1日限りで再結成されたアイド“ロ”ング!!!として出演。
2025年
8月、『TOKYO IDOL FESTIVAL 2025』にてTIF15周年および全員卒業から10年の節目を記念してアイドリング!!!が1日限りの復活をし参加した。

## 人物
滋賀県出身。日常会話は関西弁を使用する場合もある。一人っ子。愛称は「ゆりっぺ」「ゆりかる」など。サッカーファン（FC東京公式サポーター）であり、指導者ライセンス「JFA公認キッズリーダー」を取得している。プロ野球では「東京ヤクルトスワローズ」のファン。
趣味は色んな電車に乗って景色を楽しむこと、サッカー観戦。特技はバドミントン（中学時代バドミントン部に所属)、エレクトーン（歴8年）、動物モノマネ（犬、猫、馬、ラスカル）。好きな食べ物は、白和え（豆腐）・タピオカ・ピザなど。
好きな漫画は『鋼の錬金術師』など。好きなキャラクターは「あらいぐまラスカル」とディズニーキャラクター全般。ディズニーマニアであり関連施設への年間パスを所持し、単独・同行問わず頻繁に訪れている。
10代の頃は「不器用」といわれた事柄が多く、特にレギュラー出演していた『アイドリング!!!』（フジテレビ）でのエピソードで語られている。ほか「まったく泳げない、泳いだ記憶もない」というほどのカナヅチ。泣くと、涙よりも鼻水が出てしまう。動物は苦手な方など。顔を横に揺らして喋る癖がある。自称「おんぶフェチ」。
- 芸能界入り

芸能界入りは、エイベックスが開催した全国オーディション「avex audition 2006」がきっかけだった。芸能オーディションを受けるにしても、大都市圏にまで出向かねばならないことで躊躇していたが、各都道府県内で実施するエイベックス主催オーディションの存在を知って応募し、みごと合格に至った。

### サブカルチャー
- コンピューターゲーム関連

ゲームソフトの企画に数多く出演している。特にセガゲームスとの関わりがあり、同社の代表作『ソニック』シリーズ・『龍が如く』シリーズ・『サカつく』シリーズ・『ぷよぷよ』シリーズ・『バーチャファイター』シリーズなどの関連プログラムに出演している実績をもつ。また近年の成長分野である、eスポーツにも携わっている。
- アニメ関連エピソード

馬のモノマネが評価され、テレビアニメ『銀の匙 Silver Spoon』（フジテレビ）では馬の役を担当した。ファッション誌『ViVi』（講談社）の2013年専属モデルオーディションを受けた際も馬のモノマネを特技としてアピールしていたが2次選考で落選した。
アニメの『あらいぐまラスカル』が大好きで、レギュラー番組『アイドリング!!!』でラスカルのテーマ曲を歌った際、感極まり泣いてしまった。また、都内で2014年4月にオープンした日本アニメーション公認の「ラスカルカフェ」にて、ラスカルスコーンを注文した客第一号になったことがある。

### サッカー関連
- FC東京関連

2012年3月より、『FC東京VIVA Paradise』（ジェイコム東京）のリポーターに就任。同年10月20日、セレッソ大阪のホーム・キンチョウスタジアムで行われたアイドリング!!!のイベントでは、他のメンバーがセレッソのユニフォームを着用する中、ひとりFC東京のユニフォームを着用して登場。セレッソサポーターからのブーイングを受けながらも歌いきり、アウェイのFC東京サポーターから「タチバナ・トーキョー」コールを受けた 。ブーイングに関しては、のちに結成した「Booing!!!」の由来になった。『FC東京VIVA Paradise』の後続番組『頂-ITADAKI-アスリート 東京』でもMCを務め、2024年1月に終了するまで合わせて12年に亘り出演した。
FC東京以外にも、他番組出演や後述のFIFAワールドカップも含むリポートもこなす。2016年には初の海外Aマッチを取材するなど、サッカー関連の仕事が増加した。
- 指導者ライセンス

2012年末に、10歳以下の子供を対象としたサッカー・コーチング資格「JFA公認キッズリーダー」を取得した。関連したサッカーイベントなどに参加し、実際に指導を経験している。
- チャント「サマーライオン」

2013年7月17日には味の素スタジアムで、FC東京のマスコットキャラクター・東京ドロンパと橘を含むアイドリング!!!のコラボレーション企画「アイドロング!!!」によるイベントが実施され、そこで披露した曲「サマーライオン」がFC東京サポーターによりチャントとして使用されるようになった。毎年コラボイベントを継続していたが、アイドリング!!!が活動終了。その後は自身が持つガールズユニット・Booing!!!が引き継いだ。さらに後々には、高校サッカーや高校野球などの応援歌にも採用されるようにもなり、2018年には台湾のプロスポーツでも使用が確認されている。
- FIFAワールドカップ

2014年3月、『2014 FIFAワールドカップ』に向けてサンワールドツアーズが企画した「2014FIFAワールドカップ最短ツアー」の応援マネージャーに就任し、同年6月に本大会の「日本vsコートジボワール」戦と「日本vsギリシャ」戦を、開催地のブラジルで観戦した。このツアーの模様は『橘ゆりか8泊12日ブラジルの旅』のタイトルでDVD化された。
そのワールドカップ期間中にフジテレビ系列が放送した情報番組『2014FIFAワールドカップ ブラジル・ウィークリー』にて、「グループステージを彩った世界の美女達BEST50」の1人として無名の状態で紹介された。
2017年夏、日本代表が『2018 FIFAワールドカップ』アジア予選を突破した特集で、前述のブラジル大会で登場した映像がFIFA公式サイトで採用され、3年越しで名前も認知されて話題となった。
- サブカルチャー

セガゲームスのサッカーゲームソフト『サカつく』(2013年10月10日発売)に、リポーターの本人役で出演した。「以前から遊んでいたゲームソフトなので、まさかその中に登場できるとは、夢のようです」とコメントし、実際にサポートしているFC東京への愛情も語っていた。
2014年9月、週刊少年サンデー連載のサッカー漫画『ファンタジスタ ステラ』がOVA化することになり、アフレコで出演した。劇中では、現実と同じリポーターの本人役で登場している。
2018年1月、セガ・インタラクティブのサッカー・トレーディングカードアーケードゲーム『WORLD CLUB Champion Football (WCCF)』2017–2018版にて、実名の秘書キャラクターに採用された。

## グループ活動

### アイドリング!!!関連
- 3期生

アイドリング!!!ナンバーは19号、イメージフラワーはかすみ草。歴代メンバーのうち、大川藍・橋本楓と同期で、共にHIP♡ATTACK fromアイドリング!!!のメンバーでもあった。
- 愛称 / キャラクター

愛称は「ゆりっぺ」。事務所の後輩メンバー倉田瑠夏からは「ゆりかる先輩」とも呼ばれている。ファンからは主に「ゆっぺ」「ゆりかる」、かつては「橘氏（たちばなし）」などとも呼ばれていた。「橘氏」は、例えば握手会などファンと言葉を交わせるイベントでは、苗字に掛けて「私と立ち話（たちばなし）しましょう」などと呼びかけることがあり、メンバーも愛称のように「橘氏」と呼ぶことがあった。また、後述する「忍者」と揶揄されることもある。
努力型。与えられた役割はそつなくこなすが、元々は不器用で、あまり応用が利くタイプではない。加入当初は、ダンスの基本ステップも踏めなかったと明かしている。演者として番組出演当初は、関西人特有の積極性もあったが、年数を重ねるにつれ発信力や存在感を欠くようになり、挙動不審な発言などをMCのバカリズムからも心配された。本人よると「発言の一言に対する責任と重さが、年々増していると考えるようになり、思うように喋れなくなっている」と弁明している。
- 忍者キャラ

加入当初の頃はトークの場面などで、相手の振りに対し間髪を入れずに反応するなど、バラエティへの適性を発揮し、横山ルリカは「頭の回転が早い」「この子は1人でやっていける」と評していた。しかし、そのような前に出る積極性が、年々徐々にフェードアウトして存在が薄いキャラになってしまい、"気配が消えている"という例えで、番組スタッフから「忍者」と揶揄されてしまった。この一件がファンやメンバーに波及し、同期の橋本楓からも「空回り忍者」と言われたり自虐することもあったが、開き直って自身のDVD発売記念イベントに、「忍者」コスチュームで登場した。その後、自身の2015年度カレンダーのカットに、くノ一(くのいち)衣装を採用したり、冠番組『橘ゆりかのゴールデンライフ』では忍術の体験企画を実施するなど、自分のキャラとして活用していた。
- パフォーマンス

『ゆりかるゆりかる〜』と言いながら、両手の親指と小指を立て繰り返し回転させる自身のオリジナルポーズがあり、定期公演などの挨拶トークの際に、披露するのが慣例となっている。また、エイベックス所属をアピールする際の、「エーイベックス!」と言いながら右手でVサインを作って顔の右側面に当てるポーズも恒例である。ほか、それらのMC中や歌唱中の際、顔を横に揺らす癖をメンバーやスタッフに指摘されており、自身は無意識であると述べている。
- メンバーとの関係

歴代メンバーのうち、倉田瑠夏と同じ事務所に所属。三宅ひとみ・大川藍と同じ高校に通っていた。同期で同じ関西出身、同じ学校でもある大川とは、番組中にアイコンタクトやサムズアップ、ハイタッチを行うなど親しい。
仕事とプライベートは分別するタイプで、メンバー間の交流はあまり活発ではなかったが、誘われれば顔は出していた。しかし自ら私生活の内情を晒すことが殆ど無いため、「プライベートはベールに包まれている」とメンバーから語られていた。それでもリーダー遠藤舞など年上に可愛がられ、同じく遠藤と親しい酒井瞳と共に交流がある。自身も「年上お姉さん達との付き合いを好む」と述べている。また、長野せりなとは、サブカルチャーの趣味友で繋がりがある。
先輩メンバーがグループを卒業して行くにつれ、自分より年下メンバーの比率が高くなり、2014年頃から若手の台頭に危機感を募るようになった。特に成長著しいNEOメンバーに対しては顕著で、「後輩達が凄くしっかりしてきたので、どんどん立場が無くなっていく。そんな不安感が生まれた年だった。来年も不安でしょうがない」と嘆いていた。

#### アイドリング!!!卒業
2015年10月末日、アイドリング!!!の活動終了に伴いグループを卒業した。約6年半在籍し、派生ユニット・HIP♡ATTACKを含めたシングル18枚・アルバム6枚参加などの実績を残している。レギュラー番組『アイドリング!!!』にも同期間約800回出演した。
- 卒業コメント

「グループ活動、同期との行動、HIP♡ATTACK結成など充実した日々を送らせて頂いた」と謝意を示した。しかし、ひとつの心残りを述べ、「新人の頃は、先輩メンバーから大変世話になっていたのに、いざ自分が先輩の立ち位置になった時は後輩とコミュニケーションが取れず、殆ど何もしてあげられなかった」と語り、「それでも晩年頃には慕ってくれるようになった後輩を、愛おしくなった。本当に感謝している」と心中を述べている。
先輩メンバーについては「当初から不器用な点などを先輩メンバーに心配され、ずっと甘えさせて頂いた。御世話になった気持ちを忘れないように、今後を励んでいく」と意気込みを語った。

### Booing!!!関連
ガールズデュオユニット「Booing!!!」(ブーイング!!!)
2014年、女性アイドルグループ「アイドリング!!!」で活動中だった自身と倉田瑠夏が、仕事で縁のあったサッカー日本代表サポーター「ウルトラス・ニッポン」を支援している植田朝日（劇団コラソン主宰）が監修する日本サッカー応援コンピレーションアルバム『ULTRAS 2014』に参加した経緯で結成。発売後には記念イベントに参加し、提供曲を披露している。
- ライブ活動

2015年2月、コラソンエンターテイメント制作の映画『ユルネバ〜キミは一人じゃない〜』の主題歌を担当し、同音楽イベントに初参加した。以後、ユニットメンバー・YURICAとして、ライブ活動を本格的に開始した。同年8月には初のワンマンライブを開催し、同年11月には主催ライブの開始や楽曲をCDリリースするなど、精力的な活動を行っていた。2018年2月の対バン出演を最後に、宣言のない活動休止状態となっている。2020年4月にライブイベント参加の予定であったのだが、新型コロナウイルス感染拡大の影響により実現に至らなかった。

## 作品

### 映像
イメージビデオ
- 1st『ポップコーン☆ガール』(2009年11月20日、イーネット・フロンティア)
- 2nd『たちばなし』(2010年4月23日、彩文館出版)
- 3rd『ゆり☆かる mix』(2010年10月20日、ラインコミュニケーションズ)
- 4th『ゆりか4GUAM』(2011年4月20日、ラインコミュニケーションズ)
- 5th『YURIKA GO!!! OKINAWA!』(2012年4月13日、リバプール)
- 6th『ハタチ、はじめました。』(2013年9月4日、ポニーキャニオン)
- 7th『ゆりかの旅』(2014年5月25日、エアーコントロール)
- 8th『ラストサマー』(2016年10月5日、イーネット・フロンティア)

バラエティ
- 橘ゆりかのホリデーライフ（2013年1月、つくばテレビ）
- 橘ゆりかのチャレンジライフ（つくばテレビ）
Vol.1（2013年1月）
Vol.2（2013年9月9日）
Vol.3（2013年10月18日）
Vol.4（2013年11月12日）
Vol.5（2013年12月16日）
- 橘ゆりか8泊12日ブラジルの旅（2014年12月6日、コラソンエンターテイメント / YURICAL FILMS）
- 橘ゆりかのゴールデンライフ（2015年2月22日、つくばテレビ）

### 写真集
- 橘ゆりかと申しますっ!!!（2010年4月25日、彩文館出版、撮影：木村晴）ISBN 978-4775604755

## 出演

### テレビ
（※主にレギュラー・準レギュラー・特別出演のみ記載）
- アイドリング!!!（2009年4月 - 2015年10月、フジテレビワンツーネクスト）
- アイドリング!!!日記 → アイドリング!!! (地上波版)（2009年4月 - 2015年11月、フジテレビ/フジテレビONE）
- 橘ゆりかライフシリーズ（エンタ!371/Pigoo）
  - ゆりかるのホリデーライフ（2010年5月）
  - 橘ゆりかのホリデーライフ（2010年6月 - 2011年3月）
  - 橘ゆりかのチャレンジライフ（2011年10月 - 2013年6月）
  - 橘ゆりかのゴールデンライフ（2014年1月 - 2015年3月）[72]
- PigooRadio 月曜日〜橘ゆりかの目指せ!師範代（2011年4月 - 2011年9月、エンタ!371/Pigoo HD）
- つながるセブン（2012年1月 - 2012年3月、J:COM） - 隔週月曜日担当アシスタント
- FC東京VIVA Paradise（2012年3月 - 2021年9月、J:COM東京） - 番組リポーター
- THEわれめDEポン（2012年11月 - フジテレビONE） - アシスタント
  - THE極雀DEポン（2017年3月 - ） - アシスタント（年1回企画）
- Jリーグマッチデーザップ（2014年10月 - BSスカパー!） - アシスタントMC
- ジャパカル（2015年4月 - 9月、Dlife） - アシスタントMC
- ミュージック☆エクスプレス（2015年10月 - 2017年3月、Music Japan TV / 地上波版：テレビ埼玉） - MC
  - ミュージック☆エクスプレスPlus（2017年5月 - 10月、Music Japan TV / 2017年4月 - 2018年3月、地上波版：TOKYO MX） - MC
- オトモノガタリ（2016年1月 - 3月、TOKYO MX） - ナレーション
- 音ボケPOPS（2016年10月 - TOKYO MX） - 週替わり出演
- いいすぽ!（2016年10月 - フジテレビONE / 地上波版：2018年12月ほか、フジテレビ） - アシスタントMC・不定期出演
- いい福みつけ旅（2019年11月 - 、奈良テレビ放送）
- イイネ!（2020年2月 - 5月、KBS京都）
- バカリズム特番（2020年4月12日・10月30日、フジテレビONE）
- 真夏のフジテレビONEナイトカーニバル（2020年8月29日、フジテレビONE） - アシスタントMC
- クイズ！G1グランプリ！（2021年5月 - 、奈良テレビ放送）
- 頂-ITADAKI-アスリート 東京（2021年10月 - 2024年1月、J:COM東京） - MC

### ドラマ
テレビドラマ
- 仮面ライダーフォーゼ（2011年9月18日、テレビ朝日） - 広田玲子 役
- クロヒョウ2 龍が如く 阿修羅編 第4章・第7章（2012年4月27日〈26日深夜〉・5月18日〈17日深夜〉、毎日放送） - キャバ嬢・ゆりか 役

Webドラマ
- Six Days（2008年8月、魔法のiらんどTV） - 水戸風花 役[85]
- 鳥肌怨読棺 -第二章-（2011年、BeeTV）
  - おまじない人形（7月16日）
  - 布団に潜む気配（7月30日）

### 映画
- 年々歳々（2009年2月公開、エイベックス・エンタテインメント）
- カスタードプリン（2010年6月19日 - 25日公開、エイベックス・エンタテインメント）
- 仮面ライダーフォーゼ THE MOVIE みんなで宇宙キターッ!（2012年8月4日公開、東映） - 広田玲子 役（友情出演）
- 隙間女 劇場版（2014年3月1日公開、チャンス イン） - 市井沙織 役
- ユルネバ〜キミは一人じゃない〜（2015年2月28日公開、コラソンエンターテイメント） - ヒロイン・ヒロミ 役
- 劇場版 仮面ライダーゴースト 100の眼魂とゴースト運命の瞬間（2016年8月6日公開、東映） - クレオパトラ 役

### 舞台
- 東京俳優市場
  - 2008夏「駅〜オーバー・ザ・ヘヴン」（2008年7月、南青山MANDALA） - 川崎レナ 役
  - 2008秋「30minutes」（2008年11月、南青山MANDALA） - あきな 役
- i-Factory『桃色書店へようこそ』（2010年4月18日、シアターグリーン BIG TREE THEATER） - 日替わりゲスト
- トライフルエンターテインメント『コカンセツ！』（2010年8月11日 - 15日、天王洲 銀河劇場） - 乃木坂ひろみ 役
- 劇団コラソン第26回公演『モテなキ』（2013年10月18日、駅前劇場） - 日替わりゲスト

### 配信テレビ・アプリ
- メル☆クル（2010年4月19日 - ブレインシンク）
- ちょっとたちばなしナンバリング企画!!!（2011年2月19日 - 2012年10月18日、ニコニコ生放送）
- 橘ゆりか プレミアム放送/オフィシャル生放送（2011年11月19日 - 2015年6月、AmebaStudio）/（2015年9月、AmebaFRESH!Studio）
- HIT IT! 日本WOW!（2014年4月3日 - 5月8日、Jame Channel）
- 古坂大魔王のカツアゲ!（2015年1月6日 - 3月31日、AmebaStudio） - アシスタントMC
  - 古坂大魔王＆パンサーのカツアゲ! 最終回SP（2017年3月28日、AbemaTV）[86]
- サッカーキング・ハーフタイム（2015年5月11日 - 2019年9月27日、ニコニコ生放送 / FRESH! → YouTube Live） - 月曜レギュラー
  - ヲタもニワカも集合! 24時間サッカーまつり（2015年12月6日、ニコニコ生放送）
  - 24時間サッカー祭り2016（2016年12月4日、ニコニコ生放送 / FRESH!）
  - ロシアW杯デイリー試合まとめ（2018年6月 - 7月、YouTube）
  - 女子会生配信（2018年11月29日）
- Booing!!!YURICAこちら白タンス前、ゆりかるーむ（2015年12月 - SHOWROOM） - 不定期配信
- きみだけLIVE『たまには、お話しましょう会』(2016年4月3日、mixi) - 元アイドリング!!!企画
- 橘ゆりかチャンネル（2016年11月 - 2017年2月、AMESTAGE）
- アイドルING!!!〜ネクスト育成ング!!!（2017年10月 - 2018年12月、FRESH!） - ※同年9月パイロット版放送あり
- 「伊藤一朗教頭のavex飲み友100人できるかな？」たくぽん編（2017年11月、avex management Channel） - ナレーション
- みんなで予想!! toto TV2020（2020年2月20日、ニコニコ生放送）

### 声優・吹き替え
アニメ
- 映画『ホッタラケの島 〜遥と魔法の鏡〜』（2009年8月22日公開、東宝）
- テレビ『銀の匙 Silver Spoon』（2013年7月 - 9月、フジテレビ） - 馬 役
- OVA『ファンタジスタ・ステラ』コミック第8巻 - 第10巻付属（2014年9月 - 2015年2月、小学館） - 本人 役

### ラジオ
- 音ボケSTATION（2017年2月 - 12月、Shibuya Cross-FM） - 持ち回りレギュラー
- イイネ！（2020年1月 - 6月、KBS京都ラジオ）
- にっぽん全国ひろし旅（『Sunday Audio Show〜アナと日曜のパーマ〜』→『INNOCENT SALON』内箱番組）（2023年4月 - 、FM NACK5） - アシスタント

### CM・広告・イメージモデル
- タカラレーベン（2011年5月 - )
- ルックブック『VANQUISH VENUS Vol.2 YURIKA TACHIBANA』(2012年7月、株式会社せーの)
- ドラマティック パルファム『オム ロワイヤル』(2012年11月 - フィッツコーポレーション)
- えのすぱイメージキャラクター（2014年8月 - 江の島アイランドスパ)
- 週刊ジョージア「妄想カノジョ 橘ゆりか」(2015年1月5・7・9日、KADOKAWA)
- 戦国炎舞-KIZUNA-（2017年3月 - サムザップ)
- 男デオナチュレ WebCM（2019年5月 - シービック）
- 個別指導キャンパス イメージモデル（2020年1月 - 、新教育総合研究会）

PR
- REALBBQ PARK / 外苑前（2017年7月、Yahoo!ライフマガジン)[87]
- EAスポーツ『FIFA 18』(2017年9月、エレクトロニック・アーツ)[88]
- セガゲームス『ソニック フォース』(2017年11月 - 12月)[89]
- セガゲームス『北斗が如く』(2018年3月)[90]
- スクウェア・エニックス『戦国アクションパズル DJノブナガ』(2018年6月・7月)[91]
- セガゲームス『ぷよぷよeスポーツ』(2018年10月・11月、2019年2月)
- セガゲームス『ぷよぷよランキングプロ選抜大会』(2019年4月)
- BULK HOMME（2019年6月）
- モーニングコールセンター「有名人ボイス(セレブリティ)」(2020年9月、合同会社ダブミリ)[92]

### ゲームソフト
コンシューマーゲーム
- セガゲームス
  - PSP『クロヒョウ2 龍が如く 阿修羅編』（2012年3月22日）
  - PS3/PS Vita『サカつく プロサッカークラブをつくろう』（2013年10月10日）
  - PSP『Jリーグ プロサッカークラブをつくろう!8 EURO PLUS』（2013年10月17日）
  - PS4『JUDGE EYES:死神の遺言』（2018年12月13日）

アーケードゲーム
- サッカー・トレーディングカードアーケードゲーム『WORLD CLUB Champion Football』2017–2018版（2018年1月 - 2019年2月、セガ・インタラクティブ）

### イベント
2009年
- 「ポップコーン☆ガール」発売記念イベント（12月12日、ishimaru soft 本店・ソフマップアミューズメント館）

2010年
- 「たちばなし」発売記念イベント（5月8日、ishimaru soft本店・ソフマップアミューズメント館）
- 「橘ゆりかと申しますっ!!!」発売記念イベント（5月9日、書泉ブックマート・書泉ブックタワー）
- 「トレーディングカード」発売記念イベント（7月11日、福家書店銀座店・福家書店新宿サブナード店 / 8月22日、書泉ブックマート）
- 「ゆり☆かるmix」発売記念イベント（10月31日、ソフマップアミューズメント館・ishimaru soft本店）

2011年
- DVD「ゆりか4GUAM」（4月24日、ソフマップアミューズメント館）
- 「2012年カレンダー」発売記念イベント（10月22日、有隣堂ヨドバシAKIBA店）

2012年
- DVD「YURIKA GO!!! OKINAWA!」（4月29日、ソフマップアミューズメント館）
- 「2013年カレンダー」発売記念イベント（10月14日、書泉ブックタワー）

2013年
- 成人祝＆DVD「橘ゆりかのホリデーライフ/チャレンジライフVol.1」発売記念イベント「a coming of age party」（1月19日、渋谷DESEO）
- セガ「サカつく プロサッカークラブをつくろう！」CM・キャスト発表会（6月13日、秋葉原UDXシアター）
- DVD「ハタチ、はじめました。」発売記念イベント（9月8日、グレースバリ秋葉原）
- DVD「橘ゆりかのチャレンジライフVol.2」発売記念イベント（9月19日、アキバ☆ソフマップ1号館）
- DVD「橘ゆりかのチャレンジライフVol.3」発売記念イベント（10月19日、アキバ☆ソフマップ1号館）
- 「2014年カレンダー」発売記念イベント（10月26日、書泉ブックタワー）
- DVD「橘ゆりかのチャレンジライフVol.4」発売記念イベント（11月19日、アキバ☆ソフマップ1号館）
- DVD「橘ゆりかのチャレンジライフVol.5」発売記念イベント（12月19日、アキバ☆ソフマップ1号館）

2014年
- 映画「隙間女　劇場版」初日舞台挨拶イベント（3月1日、イオンシネマ板橋）
- DVD「ゆりかの旅」発売記念イベント（6月7日、ソフマップアミューズメント館）[93]
- FC東京 2014キッズクラブフェスティバル（7月6日、味の素スタジアム）
- キリンチャレンジカップ2014「日本vsウルグアイ」パブリックビューイング（9月5日、Football★Plaza）
- 東近江警察署一日警察署長（9月21日、滋賀県東近江市マックスバリュ東近江）
- 「2015年カレンダー」発売記念イベント（11月2日、書泉ブックタワー）[71]

2015年
- 川口オート報知杯ニューイヤーカップ「橘ゆりかトークショー&優勝選手表彰式」（1月5日、川口オートレース場）
- フットサル『音蹴杯2015』（1月24日、さいたまスーパーアリーナ）[94]
- 東京国際フットボール映画祭 映画『ユルネバ〜キミは一人じゃない〜』舞台挨拶（2月8・11日、秋葉原UDXシアター）
- ヨコハマ・フットボール映画祭2015 映画『ユルネバ〜キミは一人じゃない〜』舞台挨拶（2月15日、ブリリア・ショートショートシアター）
- FC東京"祭" presented by 東京ガスライフバル」（2月21 - 22日、六本木ヒルズアリーナ）[95]
- 映画『ユルネバ〜キミは一人じゃない〜』上映会（2月28日、調布市文化会館たづくり くすのきホール）
- DVD『橘ゆりかのゴールデンライフ』発売記念イベント（3月1日、アキバ☆ソフマップ1号店）
- ニコニコ超会議2015 avexステージ「遠藤舞LIVE」（4月25日、幕張メッセ）[96]
- スカパー！マッチデーステージ（6月27日、味の素スタジアム）
- FC東京 2015キッズクラブフェスティバル（6月28日、味の素スタジアム）
- LUKA's Birthday Event 〜The Guratan Fes〜（8月8日、SHIBUYA DESEO）
- 2015 FC東京 夏まつり（8月16日、味の素スタジアム）
- オフレコだらけの日本代表&Ｊリーグ生トークバトル（11月11日、阿佐ヶ谷ロフトA）[97]
- 「2016年カレンダー」発売記念イベント（11月21日、アキバ☆ソフマップ1号店）[98]
- F.C.TOKYO NIGHT presented by BR TOKYO（12月18日、八丁堀 Football Plaza）
- YURICA BIRTHDAY『YURICAL Fes』（12月23日、下北沢ろくでもない夜）

2016年
- 第15回 アクサ ブレイブカップ ブラインドサッカー日本選手権（7月9日、調布アミノバイタルフィールド）
- 映画『劇場版 仮面ライダーゴースト 100の眼魂とゴースト運命の瞬間』イベント（7月17日、味の素スタジアム）
- Booing!!!LUKA 20th Anniversary Festival.（8月14日、渋谷マウントレーニアホール）
- 第61回 調布市商工まつり（10月10日、調布市役所・アフラック前通り）
- DVD『ラストサマー』発売記念イベント（10月23日、ソフマップアミューズメント館・ブックファースト新宿店）[99]
- ｢2017年カレンダー｣ 発売記念イベント（11月5日、ブックファースト新宿店）
- ハワイアンズ X'mas Special Live まこみな&SOLIDEMO（12月10日、いわき市スパリゾートハワイアンズ ビーチシアター）
- F.C.TOKYO NIGHT（12月15日、小平市ルネこだいら レセプションホール）
- YURICAL FES 2016（12月22日、渋谷WWW X）[100]

2017年
- 第4回 ライブ・エンターテイメントEXPO（5月31日 - 6月1日、千葉 幕張メッセ）
- サッカー団体infinity「日本代表vsイラク代表戦」パブリックビューイング（6月13日、パセラリゾーツグランデ渋谷店）
- SUMMER GIRLS FES（7月27日、渋谷CLUB QUATTRO） - MC
- 音霊 OTODAMA SEA STUDIO 2017「MUSIC EXPRESS×Girl’s Bomb!!」（9月7日、三浦海岸OTODAMA SEA STUDIO） - MC
- YURICAのタピオカハウス（9月11日、自由が丘）
- 橘ゆりかと行く! VSヴァンフォーレ甲府 FC東京応援日帰りバスツアー（10月15日、調布 - 山梨中銀スタジアム）
- Tokyo E-sports Festival（11月18 - 19日、お台場フジテレビ本社屋）
- セガ公式「ソニック フォース」タイムアタック大会 決勝戦（12月10日、フーターズ新宿西口店）[101]

2018年
- FC東京「あおぞらサッカースクール」（3月27日、FC東京小平グランド）[102]
- SEGAフェス 2018（4月14日 - 15日、ベルサール秋葉原） - MC
- 橘ゆりかと行く!! FC東京 応援日帰りバスツアー（4月21日、IAIスタジアム日本平）
- キリンチャレンジカップ2018 パブリックビューイング・トークライブ（5月30日、調布市文化会館）
- ソニックバースデー2018（6月23日、東京ジョイポリス）[103]
- FC東京「2018 キッズクラブフェスティバル」（7月1日、武蔵野の森総合スポーツプラザ）
- セガゲームス公式『ぷよぷよカップ』『ぷよぷよチャンピオンシップ』（8月ほか、浅草橋ヒューリックホールほか）
- BIWAKO LOVE CRUISING PARTY 2018（9月15日、滋賀 大津港ターミナル）
- 2018 東京ドロンパ Birthday Party〜チームマスコット就任 10th Anniversary〜（9月29日、味の素スタジアム）
- 東京ゲームショウ2018 セガゲームス・アトラス「戦場のヴァルキュリア4」/「ぷよぷよチャンピオンシップ」（9月21日・23日、千葉 幕張メッセ）
- 90’s REVIVAL FASHION FES（9月 - 10月、ららぽーと会場各地） - MC
- エイベックス「クリスマスツリー点灯式」（11月26日、エイベックス本社前） - MC[104]

2019年
- セガゲームス公式『ぷよぷよカップ 決勝T』『ぷよぷよチャンピオンシップ』（2月17日、浅草橋ヒューリックホール） - MC
- J1リーグ「応援番組MCトークショー」（2月23日、等々力陸上競技場） - MC
- SEGAフェス 2019（3月30日 - 31日、ベルサール秋葉原） - MC
- eスポーツ選手権2019 IBARAKI『ぷよぷよeスポーツ』茨城県特別先行代表決定戦（4月6日、茨城イオンモールつくば） - MC
  - 各県代表決定戦 & 小学生の部地域代表戦（4月 - 8月） - MC
- ぷよぷよファイナルズ SEASON1（4月20日、宮崎市フェニックス・シーガイア・リゾート） - MC
- 『ぷよぷよファイナルズ SEASON1』開催記念大会 in イオンモール宮崎（4月21日、イオンモール宮崎） - MC
- TGC teen 2019 Summer（7月29日、新木場STUDIO COAST） - MC
- TOKYO IDOL FESTIVAL 2019（8月2日、お台場フジテレビ特設会場） - アイドリング!!!名義
- ぷよぷよカップ SEASON2（8月24日、大阪梅田クリスタルホール / 31日、東京セガサミーグループ本社） - MC
- 『AICHI IMPACT! 2019』いいすぽ! 公開収録（9月1日、愛知県国際展示場） - アシスタントMC
- 東京ゲームショウ2019『ぷよぷよeスポーツ』（9月15日・18日、幕張メッセ） - MC
- 新教育総合研究会 Autumn Fes（9月16日、大阪市東天満） - MC
- サッカーキング ハーフ・タイム感謝祭（9月27日、葛西臨海公園）
- 17 Live 超ライブ配信祭『ぷよぷよeスポーツ』（9月28日、幕張メッセ） - MC
- 第74回 国体『全国都道府県対抗eスポーツ選手権 2019 IBARAKI』（10月5日 - 6日、つくば国際会議場） - MC
- ラグーナミュージックフェス 2019（10月19日 - 20日、蒲郡市ラグーナテンボス） - MC
- ぷよぷよカップ SEASON2 11月大会 決勝トーナメント（11月16日、セガサミーグループ東京本社） - MC
- ぷよぷよカップ SEASON2 12月大会 決勝トーナメント（12月14日、浅草花劇場） - MC
- Jリーグウォーキング in TOKYO（12月15日、豊洲公園）
- TGC teen 2019 Winter（12月25日、新木場STUDIO COAST） - MC

2020年
- 東京eスポーツフェスタ（1月11日 - 12日、東京ビッグサイト）
- ぷよぷよカップSEASON2 2月 東京大会 決勝トーナメント（2月8日、セガサミーグループ東京本社） - MC
- ぷよぷよカップSEASON2 2月 大阪大会 決勝トーナメント（2月15日、堂島リバーフォーラム） - MC
- 舞台『バレンタイン・ブルー』アフタートーク・特典会ゲスト（2月24日、銀座博品館劇場）[105]
- TGC teen 2020 Summer online（8月2日） - MC
- ぷよぷよファイナルズ SEASON2（6月21日、セガサミーグループ東京本社） - MC
- ぷよぷよチャンピオンシップSEASON3 STAGE1（9月5日、セガサミーグループ東京本社） - MC
- 東京ゲームショウ2020オンライン「セガアトラスTV」（9月26日 - 27日、Amazon特設会場） - MC
- ぷよぷよカップSEASON3 10月オンライン（10月24日、セガサミーグループ東京本社） - MC
- TGCteen 2020 Winter online（11月13日） - MC

2021年
- 橘ゆりか&倉田瑠夏 オンラインイベント / 橘ゆりか&倉田瑠夏 オンライン2on1トーク！（9月17日、オンライン）
- バーチャファイター eスポーツ「CHALLENGE CUP SEASON_0 FREE プレイオフ/U19」（9月26日・決勝10月10日、オンライン）
- 橘ゆりか&倉田瑠夏 クリスマス直前★オンライン2on1トーク！（12月19日、オンライン）

2022年
- Yurika Tachibana 30th Birthday Event（12月9日、よだかのレコード ドラマチックホール）[106]

2023年
- 長野せりな芸能生活25周年イベント!!!（5月7日、新宿ロフトプラスワン）
- 東京ドロンパ BIRTHDAY PARTY supported by めちゃコミック（9月23日、味の素スタジアム周辺） - アイド“ロ”ング!!!名義[40]

2024年
- 魂！のトークライブ〜FC東京2024を振り返る&未来！〜（12月12日、A Talk Club WOOFER）
- 清水あいりバースデーイベント2024（12月22日、グレースバリ上野公園前店） - MC

2025年
- 東京ドロン！ッパ！DAY（3月8日、味の素スタジアム周辺） - MC、ダンスパフォーマンス[107]
- ぷにかるイベント（9月14日〈予定〉、東京都内某所）

## 書籍

### 写真集
掲載
- 鎧美女（2016年10月26日、ポニーキャニオン）[108]

### 雑誌
- SoccerKING「橘ゆりかのゆりっぺFC」（2012年03月 - フロムワン） - コラム連載

表紙
- ドカント（デジタルスタイル）

（2011年4月16日）（2012年4月16日）
- 漫画アクション（2012年4月3日 - 双葉社）
- 週刊アスキー（2012年7月17日 - アスキー・メディアワークス）
- サッカーゲームキング（2012年11月 - フロムワン）
- ヤングキング（少年画報社）

（2013年9月23日）（2014年6月9日）
- ヤングキングGIRI（2013年11月 - 少年画報社）

フリーマガジン
- たちばな図鑑

（2009年10月 - 2011年2月、月刊ローソンチケット）
（2011年3月 - 月刊appeal+ing）
- Booing!!! magazine（2015年 - ）

### トレーディングカード
- 橘ゆりか ファーストトレカ（2010年7月17日、トライエックス）

### カレンダー
- 2010年度カレンダー（2009年10月14日、ハゴロモ）
- 2011年度カレンダー（2010年10月27日、ハゴロモ）
- 2012年度カレンダー（2011年10月12日、ハゴロモ）
- 2013年度カレンダー（2012年10月17日、ハゴロモ）
- 2014年度カレンダー（2013年10月9日、ハゴロモ）
- 2015年度カレンダー（2014年10月25日、ハゴロモ）
- 2016年度カレンダー（2015年10月17日、ハゴロモ）
- 2017年度カレンダー（2016年10月29日、トライエックス）

卓上
- Booing!!! 2015年度カレンダー（2015年）
- Booing!!! 2016年度カレンダー（2015年11月）
- 2018年度カレンダー（2017年10月20日）

その他
- 個別指導キャンパス 2020年度カレンダー（2020年）